# Marquesat de Santacara
El Marquesat de Santacara és un títol nobiliari espanyol creat el 28 de juny de 1693 pel rei Carles II a favor de Joaquín Antonio Beaumont de Navarra y Ezcurra," vescomte de Castejón" (Títol inexistent actualment) i Senyor de Santacara.

## Marquesos de Santacara
|                               | Titular                                                     | Període               |
| Creació per Carles II         | Creació per Carles II                                       | Creació per Carles II |
| ----------------------------- | ----------------------------------------------------------- | --------------------- |
| I                             | Joaquín Antonio Beaumont de Navarra y Ezcurra               | 1693- ?               |
| .                             | .                                                           |                       |
| .                             | .                                                           |                       |
| Rehabilitació per Alfons XIII |                                                             |                       |
| X                             | Joaquín Argamasilla de la Cerda y Bayona                    | 1919- 1940            |
| XI                            | Joaquín María Argamasilla de la Cerda y Elío                | 1959-1985             |
| XII                           | María Antonia Argamasilla de la Cerda y González de Careaga | 1988-2011             |
| XIII                          | Íñigo Argamasilla de la Cerda y de Antonio                  | 2012-actual titular   |

## Història dels Marquesos de Santacara
- Joaquín Antonio Beaumont de Navarra y Ezcurra, I marquès de Santaclara

Rehabilitat en 1919 per:
- Joaquín Argamasilla de la Cerda y Bayona (1870-1940), X marquès de Santacara.

1. Casat amb la seva cosina Ana María Josefa de Elío y Coig. El succeí, en 1959, el seu fill:

- Joaquín María Argamasilla de la Cerda y Elío (1905-1987), XI marquès de Santacara.

1. Casat amb Josefina González de Careaga y Urigüen. El succeí, en 1988, la seva filla:

- María Antonia Argamasilla de la Cerda y González de Careaga (morta en 2011), XII marquesa de Santacara.

1. Casada amb Luis de Antonio y Baztán. La succeí el seu fill:

- Íñigo Argamasilla de la Cerda y de Antonio, XIII marqués de Santacara...[2][3]